# Straßenbahn Salt Lake City
Die TRAX, offiziell Transit Express oder Salt Lake City Light Rail, ist die Straßenbahn in der Stadt Salt Lake City und deren Vororten im US-Bundesstaat Utah. Sie wurde am 4. Dezember 1999 eröffnet und wird von der Utah Transit Authority verwaltet.
Das Netz ist 72,1 km lang mit 50 Stationen. Es besteht aus drei Linien und erschließt neben dem Stadtgebiet von Salt Lake City auch das südliche Salt Lake Valley.

## Linien
Es besteht aus drei Linien, die mit unterschiedlichen Farben gekennzeichnet sind: die blaue Linie, die 1999 eröffnet wurde, die rote Linie, die 2001 eröffnet wurde, und die grüne Linie, die 2011 eröffnet wurde. Mehrere Stationen des Netzes bieten Verknüpfungen mit dem S-Bahn-Service FrontRunner, der ebenfalls von der Utah Transit Authority betrieben wird.
| Linie | Linie                    | Eröffnung (Erweiterungen) | Stationen | Länge    | Verlauf |
| ----- | ------------------------ | ------------------------- | --------- | -------- | --- |
|       | Blue Line UTA Route 701  | 1999 (2008, 2013)         | 24        | 31,1 km  | Downtown – Salt Lake City – Draper (Salt Lake Central – Draper Town Center)                                  |
|       | Red Line UTA Route 703   | 2001 (2003, 2011)         | 25        | 38,1 km  | University of Utah (Salt Lake City) – Daybreak (South Jordan) (University Medical Center – Daybreak Parkway) |
|       | Green Line UTA Route 704 | 2011 (2013)               | 18        | 24,16 km | Salt Lake City International Airport – West Valley City (Airport – West Valley Central)                      |

Zusätzlich gibt es noch die Linie 720, welche als S Line bezeichnet wird und von der Station Central Pointe aus in den Stadtteil Sugar House führt. Die Linie, welche 2013 eröffnet wurde, ist zwar tariflich mit den restlichen Linien verknüpft, fährt mit der gleichen Taktung und wird mit Fahrzeugen des Typs S70 befahren, wird allerdings aufgrund ihrer eingleisigen Trassierung, der Höchstgeschwindigkeit von 40 km/h, der fehlenden Durchbindung an das restliche Streckennetz und den kurzen Bahnsteigen, welche im Gegensatz zu den anderen Linien, wo abhängig von Linie und Uhrzeit entweder Doppeltraktionen, Dreifachtraktionen oder Vierfachtraktionen eingesetzt werden, nur die Verwendung von Solozügen zulassen, meist nicht als Teil des Stadtbahnnetzes behandelt.

## Taktung
TRAX ist sieben Tage die Woche in Betrieb, mit Ausnahme einiger Feiertage. Sie verkehrt montags bis freitags von ca. 4:30 Uhr bis 23:30 Uhr mit einem 15-minütigen Taktabstand auf jeder Linie während der gesamten Betriebszeiten. Sie verkehrt am Wochenende von ungefähr 5:00 Uhr morgens bis Mitternacht mit einem 30-minütigen Takt.

## Züge
Es gibt 117 Triebwagen.
Aktuell eingesetztes Rollmaterial:
- 23 Siemens SD-100 LRV (1001–1023) Baujahre 1998
- 17 Siemens SD-160 LRV (1024–1040), Baujahre 2001–2003
- 77 Siemens S70 LRVs (1101–1177), Baujahre 2010–2012

Während die SD-100 und die SD-160 hauptsächlich auf der blauen Linie eingesetzt werden, werden die S70 hauptsächlich auf der roten und der grünen Linie eingesetzt. Zusätzlich werden auf der Linie 720 einige S70 eingesetzt, die zwar für den Einsatz auf dieser Linie modifiziert wurden (höhere Stehplatzkapazität, abgedeckte Kupplungen), allerdings ansonsten baugleich zu den auf den Stadtbahnlinien eingesetzten Fahrzeugen sind. 
Am 22. Oktober 2024 wurde die Bestellung von zunächst 20 Triebzügen vom Typ Citylink des Herstellers Stadler Rail beschlossen, wobei eine Option für bis zu 60 weitere Fahrzeuge besteht. Die Züge, welche im Stadler-Werk in Salt Lake City gebaut werden, sollen ab 2027 ausgeliefert und ab 2028 eingesetzt werden, wobei zunächst ein Einsatz auf der blauen Linie vorgesehen ist, wo die Citylink die aktuell eingesetzten Fahrzeuge vom Typ SD-100 und SD-160 ablösen sollen. Zusätzlich sollen die Fahrzeuge Kapazitätserhöhungen auf den anderen Linien ermöglichen sowie geplante Erweiterungen des Streckennetzes abdecken.
Ehemals eingesetztes Rollmaterial:
- 29 UTDC LRVs (2004 gebraucht von Santa Clara VTA übernommen), Baujahre 1985–1987, 2018 ausgemustert, 1041 bis 1069
- 29 Kinki Sharyo SLRV (Leihgabe 2001 von der Stadtbahn Dallas für Olympische Winterspiele 2002), Baujahre 1996–2013, Rückgabe 2003[7][8]

## Geschichte

### Erste Straßenbahn und Abbau (1872–1941)
Die ersten Straßenbahnen wurden 1872 in Betrieb genommen. Diese wurden 1889 durch elektrische Straßenbahnen ersetzt. In den 1930er Jahren begann die Auflösung des Straßenbahnnetzes, die 1941 abgeschlossen wurde.

### Wiederaufbau (seit 1980)
Die erste Idee, eine Stadtbahnlinie entlang der Interstate 15, der Hauptverkehrsader der Stadt, zu bauen, entstand in den 1980er Jahren, stieß jedoch auf Kritik. 1988 gewährte der US-Kongress 5 Millionen US-Dollar für den Kauf von Grundstücken für den Bau der Linie. 1997 begannen die ersten Bauarbeiten nach Förderung durch die Federal Transit Administration (FTA). Die Eröffnung der blauen Linie durch das Delta Center (jetzt Arena) und das Sandy Civic Center, 24 km lang mit 16 Haltestellen, fand im Dezember 1999 statt. Im Dezember 2001 wurde der erste Teil der roten Linie zur Medizinischen Universität in Betrieb genommen. Der erste Teil der Linie verlief vom Delta Center (heute Arena) zum Stadion. Der zweite Teil der Strecke wurde im September 2003 von der Haltestelle Stadion bis zur Medizinischen Universität eröffnet. Insgesamt war die gesamte Strecke 6 km lang.
Am 14. April 2013 wurde der 9,4 km lange Abschnitt Arena – Airport eröffnet. Derzeit besteht das Stadtbahnnetz aus 72 km langen Strecken mit 50 Haltestellen.
Der Ausbau des öffentlichen Verkehrs in der Wasatch Front wurde 2008 begonnen und sollte bis 2015 dauern ( FrontLines 2015 rail program). Die Eröffnung der blauen Linie bis Draper wurde jedoch trotz Unterschreitung des Budgets bereits im August 2013 abgeschlossen. Zur Finanzierung hatten die Bürger 2006 in einem Volksentscheid einer Erhöhung der Umsatzsteuer um einen viertel Prozentpunkt zugestimmt.
Bereits seit 2008 fährt, ebenfalls von der Utah Transit Authority betrieben, der Frontrunner mit einer Linie über 88 Meilen (142 km) von Ogden, nördlich von Salt Lake City, bis Provo, im südlich benachbarten Utah Valley.

## Galerie

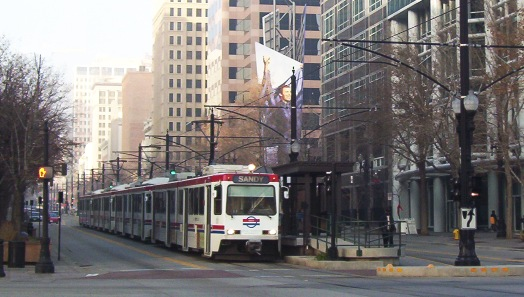
Bahn in der Downtown
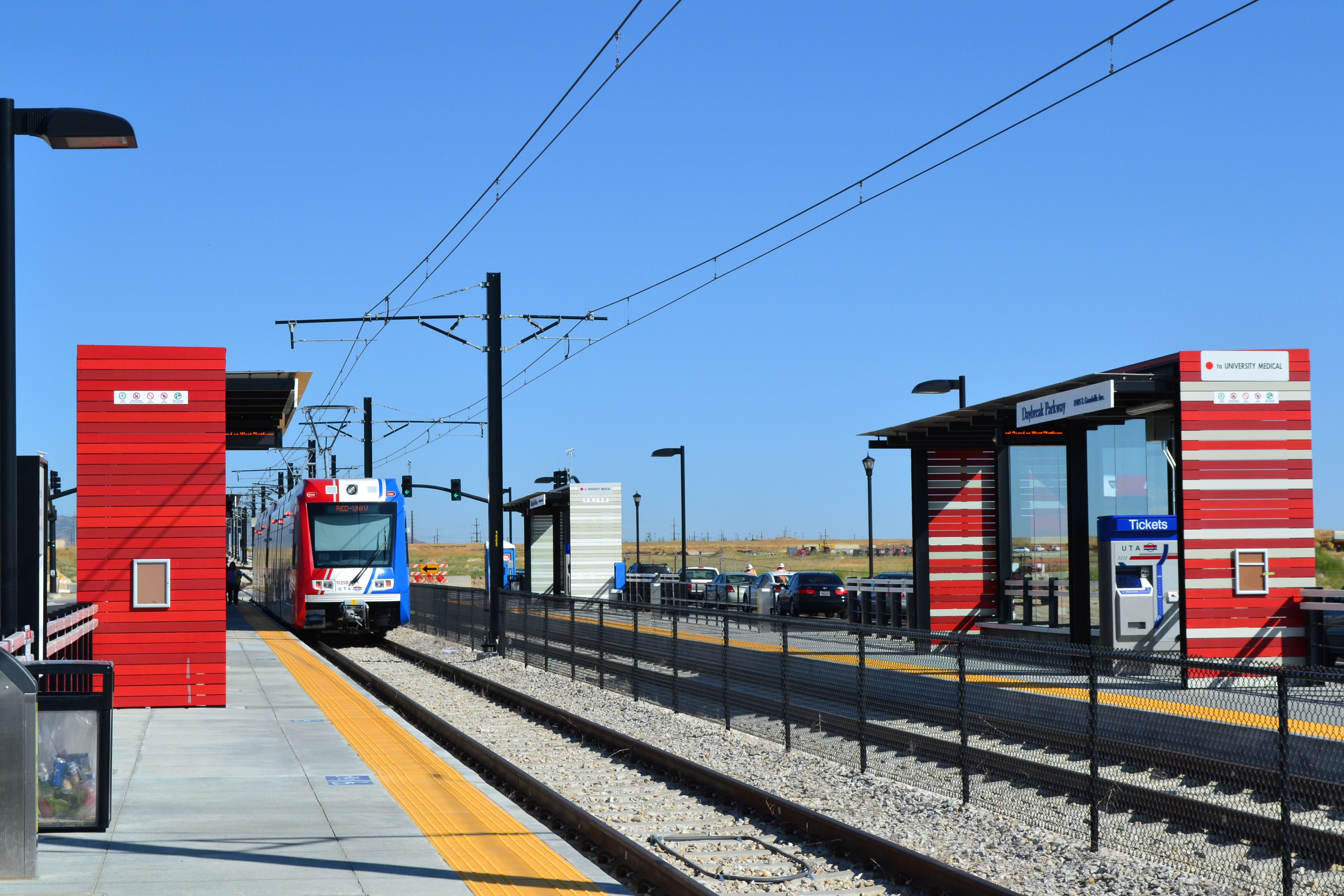
Red Line an der Haltestelle Daybreak Parkway
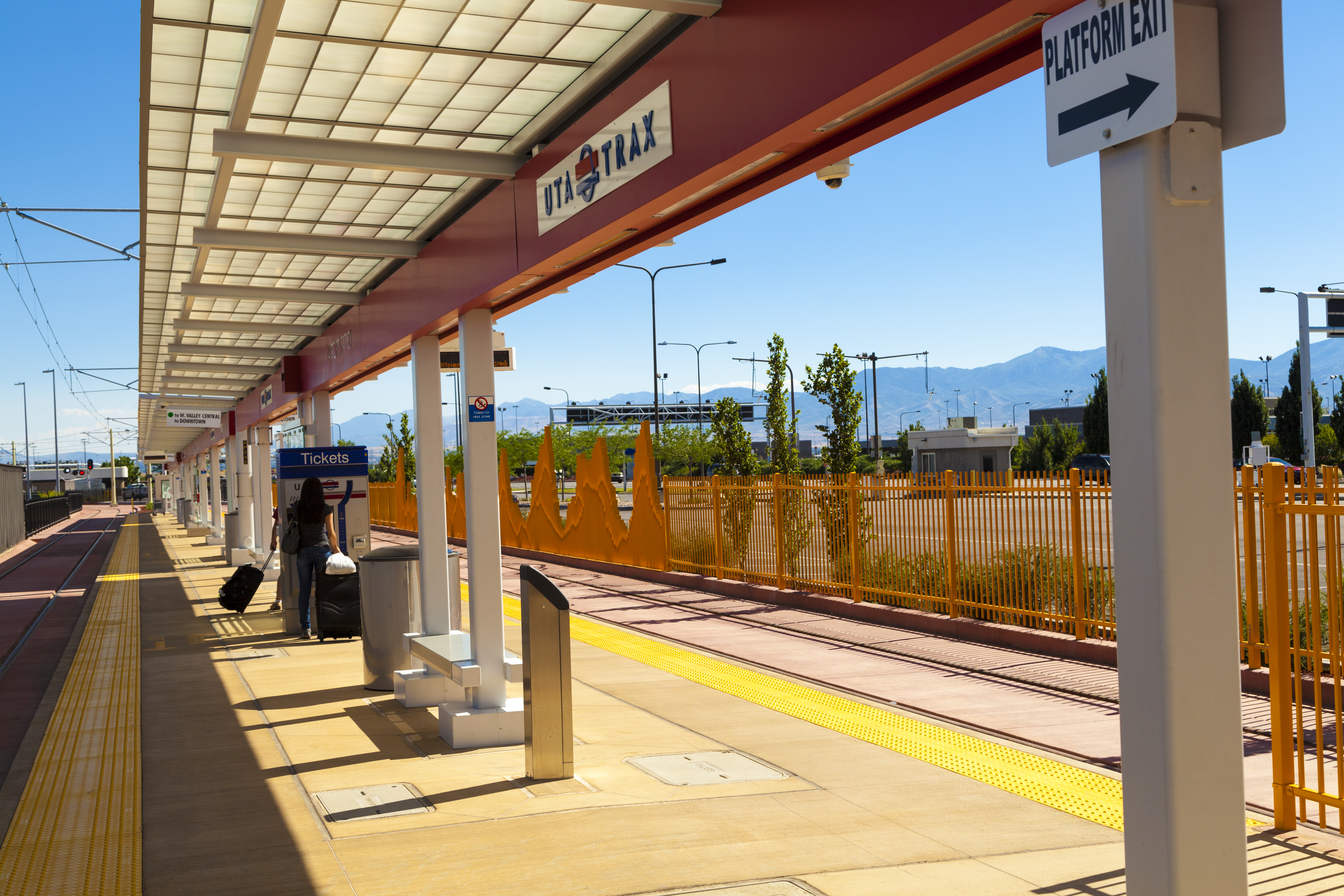
Haltestelle am Airport
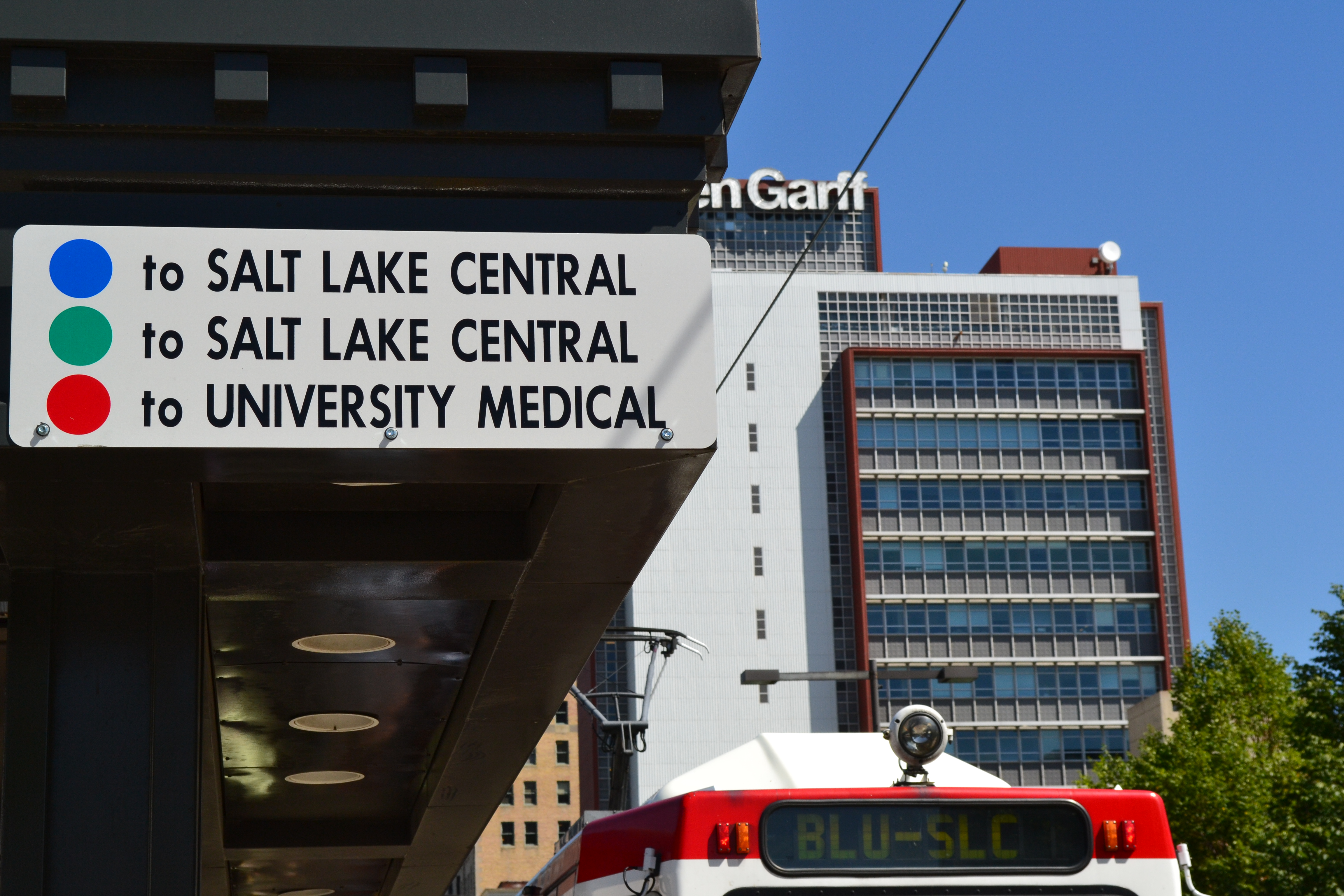
Übersichtsschild mit allen Linien
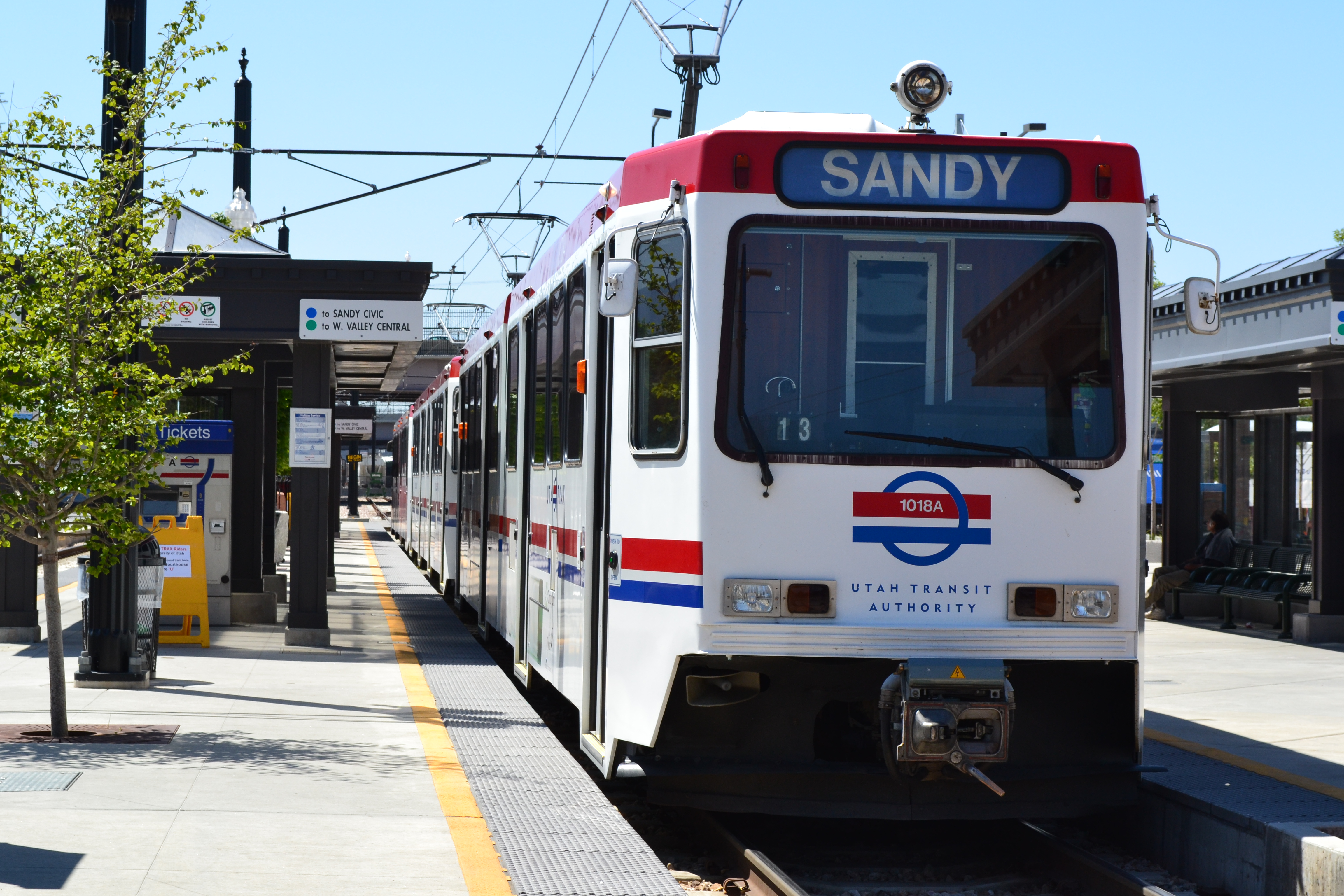
Bahn an der Central Station